# Дарлін Фогель
Дарлін Фогель (англ. Darlene Vogel ; нар. 25 жовтня 1962, Модесто, США) — американська акторка, колишня модель.

## Життєпис
Першим повнометражним фільмом Дарлін Фогель був науково-фантастичний фільм Назад у майбутнє 2 1989 року та роль Гезер, стажерки IFT у сегменті перед показом фільму 1991 року «Назад у майбутнє: Подорож» для кінопарків Universal.
Фогель з’явилася в численних телевізійних ролях, найвідомішою роллю є участь у телевізійному серіалі USA Network Pacific Blue в ролі офіцера Кріса Келлі з 1996 по 1999 рік. Вона також відома своєю роллю в мильній опері «Одне життя, щоб жити» як Доктор Мелані Фаррелл МакАйвер з січня 2000 по жовтень 2001. Серед інших фільмів акторки — «Лижна школа», «Ангел 4: Під прикриттям» і «Сталеве кільце». Вона виступала в якості гостя в телевізійних шоу, включно з «Повний дім», На краю Всесвіту, «Північна сторона», «Хлопець пізнає світ» і CSI: Місце злочину.

## Особисте життя
У Фогель і її чоловіка Марка Говарда  є син і дочка. Завзяті захисники тварин, Фогель і Говард дали дім трьом собакам.
Колись Фогель була заручена з канадським хокеїстом Адамом Оутсом, проте в останній момент пара скасувала запланований на 1998 рік шлюб.

## Фільмографія
| Рік  | Назва                      | Роль                  | Примітки   |
| ---- | -------------------------- | --------------------- | ---------- |
| 1989 | Назад у майбутнє 2         | Леслі «Спайк» О'Меллі |            |
| 1990 | Ski School                 | Лорі                  |            |
| 1994 | Ring of Steel              | Елена Картер          |            |
| 1994 | Angel 4: Undercover        | Моллі Стюарт          |            |
| 1995 | Decoy                      | Діана Веллінгтон      |            |
| 1999 | Morella                    | Андреа                |            |
| 2012 | Walking the Halls          | Меггі                 |            |
| 2012 | It Could Change Everything | Родді                 | Short film |
| 2019 | Day 13                     | Ліза                  |            |
| 2019 | Весільний рік              | Мати                  |            |